# اندیس گچ دره پوزلپه
گچ دره پوزلپه یک اندیس غیرفلزی است که در حوالی شهر کوه کی نو استان چهارمحال و بختیاری قرار دارد و مادهٔ معدنی موجود در آن، گچ است.سنگ میزبان این اندیس توفها و سنگهای پیروکلاستیک سازند کرج است و دیرینگی آن به دوران ائوسن می‌رسد. در این اندیس، پاراژنز‌های کوارتز یافت می‌شوند.